# Popis kompozicija Đorđa Novkovića
Popis kompozicija Đorđa Novkovića
A B C Č Ć D DŽ Đ E F G H I J K L LJ M N NJ O P R S Š T U V Z Ž

## A
- Adio, do novog bala - Elio Pisak
- Adio i piši mi - Jasna Zlokić
- Adio ljubavi - Elio Pisak
- Ah, Nina, baš si fina - Duško Lokin
- Ajde ajde zlato moje - Severina
- Ako me ostaviš - Mate Mišo Kovač
- Ako vide sve, oči božje - Duško Lokin
- Amorcito - Plava trava zaborava
- Ana - Srebrna krila
- Anabela - Duško Lokin
- Anita - Elio Pisak
- Aoj Saša, dušo naša - Pro arte

## B
- Bez rastanka suza nema - Mate Mišo Kovač
- Bila jedna djevojčica - Duško Lokin
- Bila je tako lijepa, bila je tako mlada (Krunoslav Kićo Slabinac)
- Bio sam naivan - Daniel
- Bog samo zna - Mate Bulić
- Boli, boli - Neda Ukraden, Dolores
- Bolje da se nikad sreli nismo - Neda Ukraden, Dolores
- Boškarin - Boris Vižantin Vito
- Budi moja ljubav nova - Minea

## C
- Cherie Cherie - Zdravko Čolić
- Ciao amici - Elio Pisak
- Cica - Darko Domijan
- Crna ruža - Ljupka Dimitrovska
- Curo mala - Tomislav Ivčić
- Cvijeće samo jednom cvijeta - Duško Lokin

## ć
- Ćao bambina ćao - Tomislav Ivčić

## Č
- Ča je lipa naša Istria - Elio Pisak
- Čekaj me Silvija - Tomislav Ivčić
- Čemu da živim - Mate Mišo Kovač

## D
- Da imam srca dva - Vlado Kalember
- Da l' se sjetiš nekad mene - Džo Maračić Maki
- Da li si me voljela - Džo Maračić Maki
- Da li znaš kako tvoja majka plače - Pro arte
- Da mi je - Zdravko Škender
- Da mi je - (Krunoslav Kićo Slabinac)
- Da si moj - Severina
- Da te barem nisam srela - Jasna Zlokić
- Da te vidim pa da ozdravim - Duško Lokin
- Daj me iznenadi - Minea
- Daj mi snage - Zdravko Škender
- Dalmatinac - Mate Mišo Kovač
- Dalmatinca srića prati - Duško Lokin & Dolores
- Danke Deutschland - Sanja Trumbić
- Dao sam ti dušu - Alen Slavica
- Dobro došla ljubavi - Vlado Kalember
- Dobro došli - Neda Ukraden
- Dobro došli, prijatelji - Dolores
- Dođi - Duško Lokin
- Dođi bar jednom na kavu - Elio Pisak
- Dođi u mali cafe - Jasna Zlokić
- Dolina našeg sna - Pro arte, Srebrna krila
- Don't ever cry - Put
- Došlo doba da se rastajemo - Neda Ukraden, Dolores
- Doviđenja - Džo Maračić Maki, Jole
- Doviđenja, sayonara - Ljupka Dimitrovska
- Draga, vrati se - Džo Maračić Maki
- Drugi joj raspliće kosu, a ja je volim - Mate Mišo Kovač
- Druže Tito mi ti se kunemo - Zdravko Čolić
- Dugo će, dugo boljeti - Darko Domijan
- Dugo nisi kucala na vrata - Duško Lokin
- Dvije djevojčice - Tomislav Ivčić

## Đ
- Đeni nosi kečke - Daniel

## E
- Ej, sviraču - Dalibor Brun
- Elena - Pro arte
- Evo mene opet - Jasmin Stavros
- Evo ti sve što imam - Dolores

## G
- Glas dječaka - (Krunoslav Kićo Slabinac)
- Gori gori srce moje - Duško Jaramaz
- Grlim jastuk - Dolores
- Grube riječi - Danijela Martinović

## H
- Hajde da se kladimo - Duško Jaramaz
- Halo, srce - Džo Maračić Maki
- Hej, živote, lopove - Duško Lokin
- Hiljadu suza - Lidija Percan
- Hodam krivom stranom - Mate Bulić
- Hrabri ljudi - Gabi Novak

## I
- I dođe dan - Mate Mišo Kovač
- I dok piće pijemo polako - Dolores
- Idi iz mog života - Duško Lokin
- Idi neću zaplakati - Neda Ukraden
- Isplači tugu, jedino moje - Ljupka Dimitrovska
- Izabela - Tomislav Ivčić
- Izmisli pravu stvar - Džo Maračić Maki

## J
- Ja bez tebe dalje neću - Duško Lokin
- Ja bez tebe nemam sreće - Jasna Zlokić
- Ja, ja, ja - Danijela Martinović
- Ja kakva je na Bembaši trava - (Krunoslav Kićo Slabinac)
- Ja ludujem - Alen Slavica
- Ja ne žalim - Duško Lokin
- Ja nemam u životu što izgubiti - Duško Lokin
- Ja nemam više razloga da živim - Mate Mišo Kovač
- Ja nisam kockar - Srebrna krila
- Ja plaćam noćas - Darko Domijan
- Ja sam žena - Dolores
- Ja sam šef - Novi fosili
- Ja te nisam znao voljeti - Duško Lokin
- Januarske noći - Ljupka Dimitrovska
- Jedan čovjek i gitara - Elio Pisak
- Jedan mladić živi sam - Tomislav Ivčić
- Jedina prava bila je ona - Mišo Kovač
- Jedna lađa morem plovi - Jasna Zlokić
- Jedne zimske noći - Duško Lokin
- Jelena je bila lijepa - Darko Domijan
- Jesen u vrtu mom - Tomislav, Đani i Vedran, Nedžad Salković
- Još i danas teku suze jedne žene - Mate Mišo Kovač
- Justina - Duško Lokin

## K
- Kad bi bilo ko na filmskom platnu - VIS Stakleno Zvono
- Kad bi znala - Dalibor Brun
- Kad čuješ u noći - Duško Lokin
- Kad dunje požute - Darko Domijan
- Kad odu svi - Jasna Zlokić
- Kad se srce nekom da - Darko Domijan
- Kad volim, volim - Minea
- Kako došlo tako prošlo - Željko Bebek
- Kako mi je, tako mi je - Vesna Pezo
- Kako živiš sada - Ljupka Dimitrovska
- Kradeš mi snove - Neda Ukraden
- Kaznili me i nebo i zemlja - Elio Pisak
- Kaži mi, nije istina - Ljupka Dimitrovska

## L
- L'armonica triestina - Elio Pisak
- Lagala bih - Jasna Zlokić
- Laku noć svirači - Željko Bebek
- Lana, moja Lana - Darko Domijan
- Leno, Eleno - Ljupka Dimitrovska
- Leo - Neda Ukraden, Dolores
- Lili - Srebrna krila
- Lola - Pro arte
- Lutaj ranjeno srce - Duško Lokin
- Lutalice skitnice - Neda Ukraden, Dolores

## Lj
- Ljubav je lutkica - Elio Pisak
- Ljubav je lutkice balon sapunice - Pro arte
- Ljubavi se po pjesmama pamte - Ljupka Dimitrovska
- Ljubiš me u vrat - Đurđica Barlović, Oliver Dragojević
- Ljudi - Tereza Kesovija

## M
- Majko - Dolores
- Majko, majko - Neda Ukraden
- Mala je dala - Severina
- Malim selom - Miro Ungar
- Malo mi je jedan život s tobom - Mate Mišo Kovač
- Mandolina - Đani Maršan
- Manuela cha-cha-cha - Srebrna krila
- Marinero - Duško Lokin
- Marinero - Maja Blagdan
- Medeni - Neda Ukraden, Dolores
- Meni je sreća okrenula leđa - Jasna Zlokić
- Mi smo se ponovo sreli - Duško Jaramaz
- Mirišu li naše ruže - Mahir Paloš, Duško Lokin
- Mirno spavaj, stara moja - Džo Maračić Maki
- Moja je soba samica - Vlado Kalember
- Moja mala, zvjezdo sjajna - Duško Lokin
- Moje su pjesme ranjeno srce - Hašim Kučuk Hoki
- Moram li da umrem - Mate Mišo Kovač
- Možda se više nećemo sresti - Darko Domijan

## N
- Nada - Gabi Novak
- Najljepše su oči moje majke - Mate Mišo Kovač
- Ne izlazi stalno iz kuće - Neda Ukraden, Dolores
- Ne mogu da te zaboravim - Mate Mišo Kovač
- Ne molim te - Elio Pisak
- Ne traži me - Jasna Zlokić
- Ne zovi me u ponoć - Neda Ukraden, Dolores
- Nebu puštam bijelu pticu - Mate Mišo Kovač
- Neće srce - Pro arte
- Neće srce - Elio Pisak
- Neću biti sam - Indexi
- Neću da te ljubim - Duško Lokin
- Neću opraštati - Vlado Kalember
- Neću poslije drugog da te ljubim - Duško Lokin
- Nedjeljom ujutro - Indexi
- Nek te drugi ljubi - Duško Lokin
- Neka neka nek se zna - Tomislav Ivčić
- Neka plaču mandoline - Elio Pisak
- Neka sviri roženica - Vesna Nežić Ružić
- Nemoj se šaliti - Ljupka Dimitrovska
- Netko te tajno voli - Duško Lokin
- Ni srebro ni zlato - Đurđica Barlović
- Nije tebi do mene - Neda Ukraden, Dolores
- Nije vrijeme da se rastanemo - Mate Mišo Kovač
- Nikad ne reci zbogom - Džo Maračić Maki
- Nikoga nisam volio tako - Mate Mišo Kovač, 4 asa, Petar Grašo
- Nino - Neda Ukraden, Dolores
- Nisam se kajala - Ljupka Dimitrovska, Dolores
- Nisam tebi ja srce ukrao - Elio Pisak
- Nisam žena bez tebe - Tereza Kesovija
- Nisi ti bio za mene - Neda Ukraden
- Nisi ti više crno vino - Dalibor Brun
- Noćas smo se obećali - Džo Maračić Maki
- Nove lakovane cipelice - Zdravko Čolić

## O
- O, mama, mama - Vlado Kalember
- O, mama, mama - Neda Ukraden, Dolores
- Obala duše moje - Elio Pisak
- Obećao si sve - Neda Ukraden
- Oči crne nevjerne - Džo Maračić Maki, Elio Pisak
- Oči od safira - Danijela Martinović
- Od mora do planina - Vlado Kalember
- Odavno više ne plačem zbog tebe - Mate Mišo Kovač
- Odlaze sanjari - Mišo Kovač
- Odlazi, odlazi - Zdravko Škender
- Odlazim - Džo Maračić Maki
- Odlazim - Vlado Kalember
- Oko moje - Dolores, Neda Ukraden
- Okreni drugu stranu - Jasna Zlokić
- Oluja ti ime nosi - Ljupka Dimitrovska
- On mi treba do neba - Jasna Zlokić
- Opijaš me jače nego vino - Duško Lokin
- Oprosti mi - Mišo Kovač
- Opusti se sada srce - Duško Lokin
- Orasi i med - Pro arte
- Ostala si uvijek ista - Mate Mišo Kovač, Ante Radošević, Marijan Ban, Leo
- Ostarit ću čekajući na te - Neda Ukraden

## P
- Pismo bratu - Duško Lokin
- Pismo voljenoj - Džo Maračić Maki
- Pjesma mi je sve što život nije - Džo Maračić Maki
- Pjevaj, legendo - Mate Mišo Kovač
- Plačem u duši - Dalibor Brun
- Plavi pingvin - (Krunoslav Kićo Slabinac)
- Plovi brod iz Amerike - Džo Maračić Maki
- Pogledaj me - Đani Maršan
- Pogriješit ću - Dalibor Brun
- Poludio sam za tobom - Pro arte
- Ponoć je - Neda Ukraden, Dolores
- Posljednja jesen - Džo Maračić Maki
- Postojiš samo ti - Leo
- Proći će sto godina - Elio Pisak
- Profesore, dal' se sjetiš svojih đaka - VIS Stakleno zvono
- Progovori tiha noći - Neda Ukraden
- Proklela me ljubav stara - Dalibor Brun
- Prokleta je nedjelja - Džo Maračić Maki
- Prokljin'o sam sudbinu - Duško Lokin
- Pruži mi ruku ljubavi - Pro arte
- Puklo srce - Dalibor Brun
- Pusti nočas svoje kose - (Krunoslav Kićo Slabinac)
- Pustite srcu neka voli - Džo Maračić Maki

## R
- Rano je rano - Danijela Martinović
- Raspleti vijenac ljubavi - Duško Lokin
- Reci mi gdje sam pogriješila - Neda Ukraden
- Riječi pomirenja - Duško Lokin
- Rozi, Rozana - Elio Pisak
- Roža, Roža - Elio Pisak

## S
- Sada ljubim iz inata - Pro arte
- Samo je nebo iznad nas - Neda Ukraden
- Samo me nemoj pitati za ljubav - Mišo Kovač
- Samo nas nebo rastavit može - Mate Mišo Kovač
- Samo simpatija - More, Meri Cetinić
- Sele se ptice selice - Dolores
- Sentimentalno putovanje - Miro Ungar
- Simpa mala - Elio Pisak
- Sliku tvoju ljubim - Duško Lokin
- Slušaj majko, moju pjesmu - Mate Mišo Kovač
- Srce ti je kamen - Džo Maračić Maki
- Srce vuče južnom kraju - Doris Dragović
- Sretno ti bilo, sine - Neda Ukraden
- Stala zora - Dolores
- Stani suzo, stani - (Krunoslav kićo Slabinac)
- Stare nevjere - Vlado Kalember
- Stari Pjer - Ivica Percl
- Suši lasi, bionda - Džo Maračić Maki
- Sutra mi sude - Mate Mišo Kovač
- Suzo, Suzana - Vlado Kalember
- Suze vi ste moji jedini drugari - Tomislav Ivčić
- Svatovi - Neda Ukraden, Dolores
- Sve na tebe još me podsjeća - Zdravko Škender
- Sve bih dao da te zaboravim - Duško Jaramaz
- Sve su se laste vratile s juga - Lidija Percan
- Sve su žene varljive - Elio Pisak
- Sve što radiš sebi radiš - (Krunoslav Kićo Slabinac)
- Sve više želim da sam s tobom - Duško Lokin
- Svi me znaju u mom zavičaju - Mate Mišo Kovač
- Svi pjevaju, ja ne čujem - Mate Mišo Kovač
- Svirači - Duško Lokin
- Svirajte mi marijači - Mate Mišo Kovač
- Svud se svira - Mate Mišo Kovač

## Š
- Šaj rode šaj - Neda Ukraden, Dolores
- Šalio se ja - Srebrna krila
- Što je nema - Duško Lokin
- Šumi, šumi, javore - Neda Ukraden, Dolores

## T
- Tako mi je kako mi je - Jasna Zlokić
- Tango u Parizu - Nano Prša
- Teško mi je prijatelji - Dalibor Brun
- Teško mi te spominjati - Dalibor Brun
- Ti me uzbuđuješ - Daniel
- Ti muškarac... - Dolores
- Ti si moja slatka, mala maca - (Krunoslav Kićo Slabinac)
- Tiho padaj, kišo zemlje moje - Džo Maračić Maki
- Tike tike tačke - Pro arte
- To je ona ljubav prava - Duško Lokin
- Tri godine, rane tri - Zdravko Škender
- Treba mi nešto - Darko Domijan
- Tri suze - Mate Mišo Kovač
- Tuga, samo tuga - Dolores
- Tužna su zelena polja - Pro arte
- Tužno plačem kuću ostavljam - Pro arte
- Tvoje oko rani me duboko - Đani Maršan

## U
- U trosjedu za dvoje - Duško Lokin
- Ubola se djevojka na trn - VIS 777
- Uspomene - Džo Maračić Maki
- Uzalud je jedna ruža cvala - Alaga Gagić

## V
- Vino na usnama - Vlado Kalember, Feminnem
- Vino piju - Neda Ukraden, Dolores
- Virujen u te - Severina Vučković
- Više se nećeš vratiti - Mate Mišo Kovač
- Vjetar huji, puše sve jače - Duško Lokin
- Vojnikovo pismo - Duško Lokin
- Volim jednu crne kose - Miro Ungar, Elio Pisak
- Volim te - Duško Lokin
- Volim, volim - Elio Pisak
- Volio sam oči te - Zdravko Škender
- Voljeli smo te jeseni - Darko Domijan
- Vračam se tebi, Jugo - (Krunoslav Kićo Slabinac)
- Vratio se barba iz Amerike - Pro arte

## Z
- Za kim zvono plače - Mate Mišo Kovač
- Za tebe ću ako treba - Đurđica Barlović
- Zaboravi me, Gorane - Đurđica Barlović, Dolores
- Za tebe pekmez ja sam krao - VIS Stakleno Zvono
- Zakuni se - Neda Ukraden, Dolores
- Zakuni se ljubavi - Srebrna krila, Severina
- Zapjevaj mi ispod glasa - Jasna Zlokić
- Zar me možeš ostaviti - Marijan Miše
- Zašto me ostavi - Elio Pisak
- Zašto me zoveš - Dalibor Brun
- Zašto tvoj telefon šuti - Neda Ukraden, Dolores
- Zašto zatvaraš oči dok te ljubim - Mahir Paloš, Duško Lokin
- Zbog kog srce nosim - Dalibor Brun
- Zbogom mi kažeš - Darko Domijan
- Zbogom nevjerna ljubavi - Duško Lokin
- Zbogom sad - Vjekoslav Jutt
- Zingarella - Darko Domijan
- Zlato moje, zlatane - Neda Ukraden, Dolores
- Znam da negdje živi žena - Duško Lokin
- Zora je - Neda Ukraden, Dolores, Vesna Pezo
- Zovi cigane - Vlado Kalember

## Ž
- Žao mi je - Đurđica Barlović
- Želim Vam laku i ugodnu noć - (Krunoslav Kićo Slabinac)
- Žene su varljive - Džo Maračić Maki
- Ženo bijela, noć te kune - Duško Lokin
- Ženo moja, srce moje - Darko Domijan
- Ženo ženo - Dalibor Brun
- Živim u snu - Gabi Novak
- Žuta ruža - Željko Bebek

## Vanjske poveznice
- Baza autora: Đorđe Novković, ZAMP